# Bence Batik
Bence Batik (Seghedino, 8 novembre 1993) è un calciatore ungherese, difensore del Debrecen.

## Biografia
Anche suo fratello gemello Gergő Batik di ruolo portiere è stato un calciatore.

## Caratteristiche tecniche
Dal fisico possente e dall'elevata altezza è un difensore centrale con un buon fiuto del gol, raramente in carriera è stato impiegato come mediano.

## Carriera

### Club
Fino all'età di 14 anni ha giocato nel Tisza Volán, per poi trasferirsi all'Haladás. Esordisce nel calcio professionistico a partire dalla stagione 2009-10 con l'Hódmezővásárhely, squadra militante in NBIII, la terza serie magiara dell'omonima cittadina della contea di Csongrád-Csanád restando per una stagione e mezza. Nel marzo del 2011 scende di categoria trasferendosi al KITE-Szeged, squadra della MBII ovvero la quinta serie del calcio ungherese. Nella stagione seguente si accasa allo Szeged 2011 militante in seconda divisione, segnando 3 reti in 9 incontri disputati. Le buone prestazioni attirano l'interesse del Ferencváros che lo ingaggia lasciandolo maturare nella squadra riserve con qualche breve apparizione in prima squadra. Nella stagione 2013-14 viene mandato in prestito per fargli fare esperienza all'MTK Budapest con cui raccoglie 15 presenze e una rete, nella fattispecie nel 2-2 interno contro il Kecskemét del 5 ottobre. Rientrato al Ferencváros gioca la sua prima stagione come riserva, togliendosi però la soddisfazione di segnare il primo e unico gol con la maglia bianco verde nella finale di Coppa d'Ungheria contro il Videoton vinta per 4-0, segnando nello specifico il secondo gol. La stagione 2015-16 lo vede infortunarsi gravemente al ginocchio già durante la preparazione estiva saltando tutta la stagione, stessa cosa per l'annata seguente dove per un altro grave infortunio riuscirà solamente a giocare 45 minuti nella semifinale di ritorno contro il Budafok. Dopo aver giocato solamente una partita in due anni per la stagione 2017-18 ritorna a giocare con buona continuità lasciando dopo 13 presenze a fine stagione il Ferencváros. Nel luglio 2018 viene messo sotto contratto dall'Honvéd che gli fa firmare un contratto quinquennale, guarito finalmente dall'infortunio torna a giocare a distanza di anni una stagione da titolare su alti livelli, mettendo insieme 28 presenze e segnando un gol. Nel campionato seguente le due reti segnate in Coppa d'Ungheria forniranno un contributo per la conquista finale del trofeo. Nel corso degli anni diviene uno dei titolarissimi, riuscendo anche a diventare vice capitano prima e successivamente capitano. Poco prima della partenza della stagione 2022-23, dopo quattro stagioni con 111 presenze e 7 reti, lascia la squadra di Kispest, firmando per la Puskás Akadémia. Alla sua prima stagione offre ottime prestazioni chiudendo con 37 presenze e 3 reti, la stagione seguente è limitata da vari infortuni, durante la sua permanenza occasionalmente ha indossato la fascia da capitano. Nell'estate 2024 firma un contratto biennale con il Debrecen, nel mese di novembre rimedia un grave infortunio alla gamba.

### Nazionale
Ha esordito con la nazionale ungherese con l'Under-19 nel 2011 giocando una partita amichevole, dal 2013 fino al 2014 è stato convocato saltuariamente dal CT Antal Róth in Under-21 per delle gare di qualificazione all'Europeo di categoria, rimanendo sempre in panchina.

## Statistiche

### Presenze e reti nei club
Statistiche aggiornate al 5 dicembre 2024.
| Stagione                 | Squadra                  | Campionato               | Campionato | Campionato | Coppe nazionali | Coppe nazionali | Coppe nazionali | Coppe continentali | Coppe continentali | Coppe continentali | Altre coppe | Altre coppe | Altre coppe | Totale | Totale |
| Stagione                 | Squadra                  | Comp                     | Pres       | Reti       | Comp            | Pres            | Reti            | Comp               | Pres               | Reti               | Comp        | Pres        | Reti        | Pres   | Reti   |
| ------------------------ | ------------------------ | ------------------------ | ---------- | ---------- | --------------- | --------------- | --------------- | ------------------ | ------------------ | ------------------ | ----------- | ----------- | ----------- | ------ | ------ |
| 2009-2010                | Hódmezővásárhelyi        | NBIII                    | 11         | 2          | MK              | 0               | 0               | -                  | -                  | -                  | -           | -           | -           | 11     | 2      |
| 2010-mar. 2011           | Hódmezővásárhelyi        | NBIII                    | 23         | 2          | MK              | 2               | 0               | -                  | -                  | -                  | -           | -           | -           | 11     | 2      |
| Totale Hódmezővásárhelyi | Totale Hódmezővásárhelyi | Totale Hódmezővásárhelyi | 34         | 4          |                 | 2               | 0               |                    | -                  | -                  |             | -           | -           | 36     | 4      |
| mar.-giu. 2011           | KITE-Szeged              | MBII                     | 2          | 0          | -               | -               | -               | -                  | -                  | -                  | -           | -           | -           | 2      | 0      |
| 2011-gen. 2012           | Szeged 2011              | NBII                     | 9          | 3          | MK              | 2               | 0               | -                  | -                  | -                  | -           | -           | -           | 11     | 3      |
| gen.-giu. 2012           | Ferencváros II           | NBII                     | 9          | 1          | -               | -               | -               | -                  | -                  | -                  | -           | -           | -           | 9      | 1      |
| 2012-2013                | Ferencváros II           | NBII                     | 15         | 2          | -               | -               | -               | -                  | -                  | -                  | -           | -           | -           | 15     | 2      |
| Totale Ferencváros II    | Totale Ferencváros II    | Totale Ferencváros II    | 24         | 3          |                 | -               | -               |                    | -                  | -                  |             | -           | -           | 24     | 3      |
| gen.-giu. 2012           | Ferencváros              | NBI                      | 1          | 0          | MK+MLK          | -               | -               | UEL                | -                  | -                  |             | -           | -           | 1      | 0      |
| 2012-2013                | Ferencváros              | NBI                      | 0          | 0          | MK+MLK          | 0+3             | 0               |                    | -                  | -                  |             | -           | -           | 3      | 0      |
| 2013-2014                | MTK Budapest             | NBI                      | 15         | 1          | MK+MLK          | 4+0             | 0               | -                  | -                  | -                  | -           | -           | -           | 19     | 1      |
| 2014-2015                | Ferencváros              | NBI                      | 7          | 0          | MK+MLK          | 6+12            | 1+0             | UEL                | 1                  | 0                  | -           | -           | -           | 26     | 1      |
| 2015-2016                | Ferencváros              | NBI                      | 0          | 0          | MK              | 0               | 0               | UEL                | 0                  | 0                  | MS          | 0           | 0           | 0      | 0      |
| 2016-2017                | Ferencváros              | NBI                      | 0          | 0          | MK              | 1               | 0               | UCL                | 0                  | 0                  | -           | -           | -           | 1      | 0      |
| 2017-2018                | Ferencváros              | NBI                      | 13         | 0          | MK              | 1               | 0               | UEL                | 2                  | 0                  | -           | -           | -           | 16     | 0      |
| Totale Ferencváros       | Totale Ferencváros       | Totale Ferencváros       | 21         | 0          |                 | 23              | 1               |                    | 3                  | 0                  |             | 0           | 0           | 47     | 1      |
| 2018-2019                | Honvéd                   | NBI                      | 28         | 1          | MK              | 5               | 0               | UEL                | 4                  | 0                  | -           | -           | -           | 37     | 1      |
| 2019-2020                | Honvéd                   | NBI                      | 30         | 1          | MK              | 8               | 2               | UEL                | 4                  | 0                  | -           | -           | -           | 42     | 3      |
| 2020-2021                | Honvéd                   | NBI                      | 25         | 2          | MK              | 3               | 0               | UEL                | 2                  | 0                  | -           | -           | -           | 30     | 2      |
| 2021-2022                | Honvéd                   | NBI                      | 28         | 3          | MK              | 4               | 1               | -                  | -                  | -                  | -           | -           | -           | 32     | 4      |
| Totale Honvéd            | Totale Honvéd            | Totale Honvéd            | 111        | 7          |                 | 20              | 3               |                    | 10                 | 0                  |             | -           | -           | 131    | 10     |
| 2022-2023                | Puskás Akadémia          | NBI                      | 27         | 3          | MK              | 3               | 0               | UECL               | 0                  | 0                  |             | -           | -           | 30     | 3      |
| 2023-2024                | Puskás Akadémia          | NBI                      | 20         | 1          | MK              | 1               | 0               | -                  | -                  | -                  |             | -           | -           | 21     | 1      |
| Totale Puskás Akadémia   | Totale Puskás Akadémia   | Totale Puskás Akadémia   | 37         | 4          |                 | 4               | 0               |                    | 0                  | 0                  |             | -           | -           | 41     | 4      |
| 2024-2025                | Debrecen                 | NBI                      | 4          | 0          | MK              | 1               | 0               | -                  | -                  | -                  | -           | -           | -           | 5      | 0      |
| Totale carriera          | Totale carriera          | Totale carriera          | 257        | 22         |                 | 59              | 4               |                    | 13                 | 0                  |             | 0           | 0           | 329    | 26     |

## Palmarès

### Competizioni nazionali
- Coppa d'Ungheria: 3

Ferencváros: 2014-2015, 2016-2017
Honvéd: 2019-2020
- Coppa di Lega ungherese: 1

Ferencváros: 2014-2015
- Supercoppa d'Ungheria: 1

Ferencváros: 2015